# Sufflogobius bibarbatus
Sufflogobius bibarbatus är en fiskart som först beskrevs av Von Bonde 1923.  Sufflogobius bibarbatus ingår i släktet Sufflogobius och familjen smörbultsfiskar. Inga underarter finns listade i Catalogue of Life.